# Triplophysa parvus
Triplophysa parvus är en fiskart som beskrevs av Chen, Li och Yang 2009. Triplophysa parvus ingår i släktet Triplophysa och familjen grönlingsfiskar. Inga underarter finns listade i Catalogue of Life.